# Lignowy Szlacheckie
Lignowy Szlacheckie – wieś kociewska w Polsce położona w województwie pomorskim, w powiecie tczewskim, w gminie Pelplin przy drodze krajowej nr 91.
W latach 1975–1998 miejscowość administracyjnie należała do województwa gdańskiego.
Ludność sięga około 900 mieszkańców. W 1229 – pierwsza wzmianka o wsi, w latach 1282–1466 – własność Krzyżaków. 

## Zabytki
Według rejestru zabytków NID na listę zabytków wpisany jest gotycki kościół parafialny pw. św.św. Marcina i Małgorzaty, 2 poł. XIV, XVII, nr rej.: A-807 z 17.11.1974.
W prezbiterium późnogotyckie kryształowe sklepienie, wieża i schodkowy szczyt wschodni zdobią blendy różnych rozmiarów, w wyposażeniu gotycka kropielnica i rzeźba Madonny z Dzieciątkiem, rokokowy ołtarz główny; zegar słoneczny z 1696. 

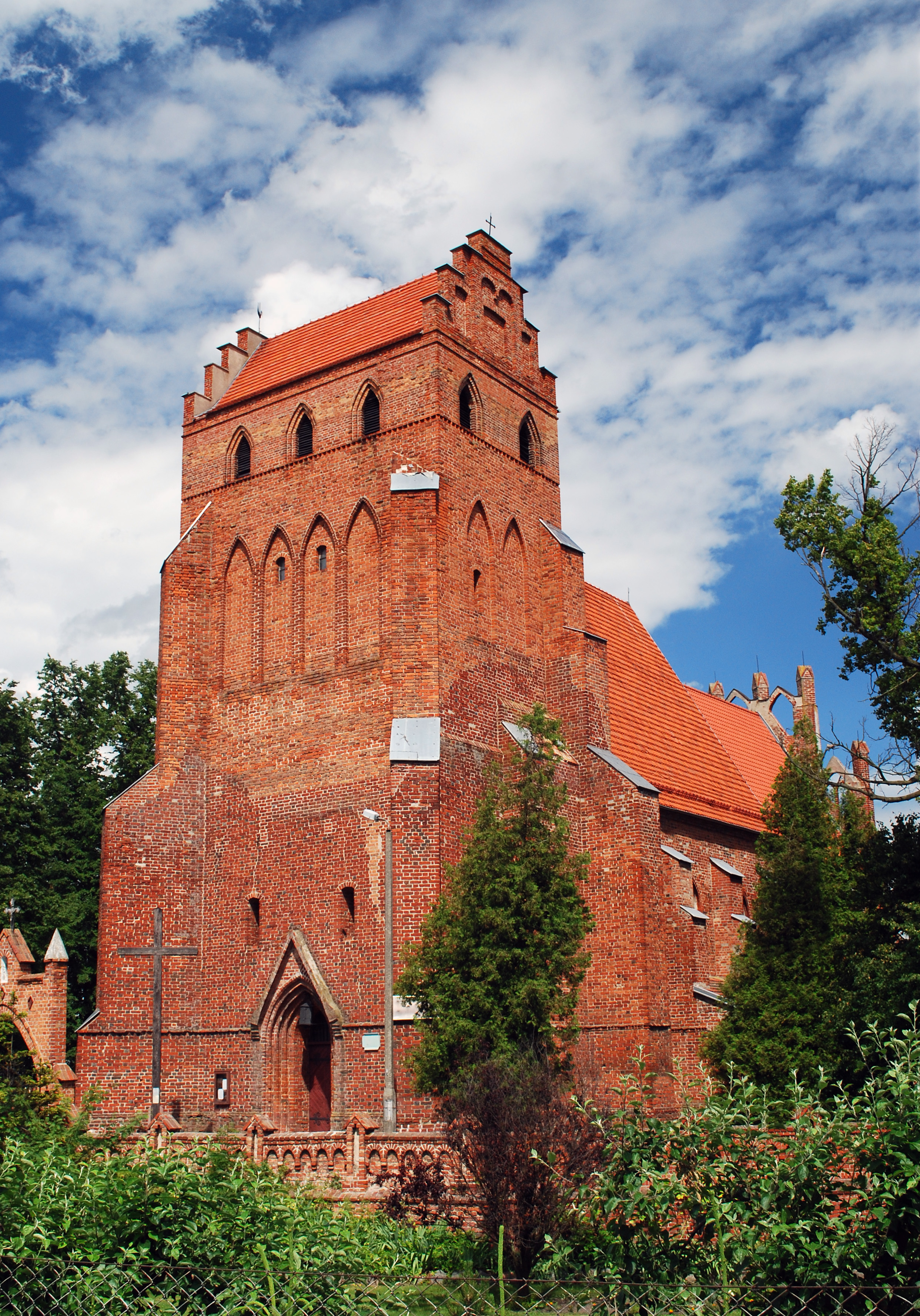
Kościół pw. św.św. Marcina i Małgorzaty